# Henglu (sockenhuvudort i Kina, Jiangxi Sheng, lat 29,42, long 115,11)
Henglu är en sockenhuvudort i Kina. Den ligger i provinsen Jiangxi, i den sydöstra delen av landet, omkring 110 kilometer nordväst om provinshuvudstaden Nanchang. Antalet invånare är 17 434. Befolkningen består av 8 631 kvinnor och 8 803 män. Barn under 15 år utgör 23,0 %, vuxna 15-64 år 67 %, och äldre över 65 år 8,0 %.
Runt Henglu är det ganska tätbefolkat, med 93 invånare per kvadratkilometer. Närmaste större samhälle är Xinning, 19,5 km söder om Henglu. I omgivningarna runt Henglu växer i huvudsak blandskog.
Genomsnittlig årsnederbörd är 2 252 millimeter. Den regnigaste månaden är maj, med i genomsnitt 345 mm nederbörd, och den torraste är januari, med 52 mm nederbörd.